# Lovenpolder
De Lovenpolder is een polder ten noorden van Hoek, in de Nederlandse provincie Zeeland. De polder behoort tot de Polders tussen Axel, Terneuzen en Hoek.
De polder ontstond door indijking van de schorren van de Braakman. Het octrooi tot indijking werd in 1542 door keizer Karel V verleend aan Jan van der Walle, om ten sijnen pericle of fortune, 2500 gemeten in Assenederambacht te bedijken. Zo ontstond de Lovenpolder in 1543. Ze is 460 ha groot en er zijn een aantal kreken in ingedijkt, waarvan de Voorste Kreek en Achterste Kreek de belangrijkste zijn. Samen met de vrijwel gelijktijdig ingedijkte Koudepolder vormde deze polder tot 1615 een eiland.
In de polder liggen de buurtschappen Paradijs, Den Abeele en Hoogedijk. De buurtschap Boerengat, gelegen in het uiterste noordwesten van de polder, is vrijwel geheel verdwenen door de daar gevestigde industrie en de bijbehorende infrastructuur.